# Wittenheim
 Wittenheim (en alsacià Wittene) és un municipi francès, situat a la regió del Gran Est, al departament de l'Alt Rin. L'any 2007 tenia 14.600 habitants.

## Demografia
| 1962  | 1968   | 1975   | 1982   | 1990   | 1999   |
| ----- | ------ | ------ | ------ | ------ | ------ |
| 9.297 | 10.055 | 12.562 | 13.380 | 14.324 | 15.026 |

## Administració
| Període   | Identitat         | Partit |
| --------- | ----------------- | ------ |
| 1983-1989 | Antoine Gissinger |        |
| 1989-2001 | Roger Zimmermann  |        |
| 2001-2002 | Paul Zwingelstein |        |
| 2002-     | Antoine Homé      | PS     |